# Rhodafra griseomarginata
Rhodafra griseomarginata är en fjärilsart som beskrevs av George Francis Hampson 1898. Rhodafra griseomarginata ingår i släktet Rhodafra och familjen svärmare. Inga underarter finns listade.